# Ginestas
Ginestas – miejscowość i gmina we Francji, w regionie Oksytania, w departamencie Aude. Przez miejscowość przepływa rzeka Cesse.
Według danych na rok 1990 gminę zamieszkiwało 887 osób, a gęstość zaludnienia wynosiła 93 osoby/km² (wśród 1545 gmin Langwedocji-Roussillon Ginestas plasuje się na 376. miejscu pod względem liczby ludności, natomiast pod względem powierzchni na miejscu 778.).

## Zabytki
Zabytki w miejscowości posiadające status Monument historique:
- Kanał Południowy – osada Le Somail (Canal du Midi – Le Somail)[a]
- kościół Notre-Dame-des-Vals (Église Notre-Dame-des-Vals)